# Lappa rehmannii
Lappa rehmannii là một loài thực vật có hoa trong họ Cúc. Loài này được Dybowski mô tả khoa học đầu tiên.